# Supercoupe des Pays-Bas de football 1991
Navigation
Édition précédente Édition suivante
La Supercoupe des Pays-Bas 1991 (néerlandais : PTT Telecom Cup 1991) est la deuxième édition de la Supercoupe des Pays-Bas, épreuve qui oppose le champion des Pays-Bas au vainqueur de la Coupe des Pays-Bas. Disputée le 14 août 1991 au Stade Feijenoord de Rotterdam devant 30 280 spectateurs, la rencontre est remportée par le Feyenoord Rotterdam aux dépens de son rival, le PSV Eindhoven.

## Feuille de match
| 14 août 1991              | PSV Eindhoven | 0-1   | Feyenoord Rotterdam | Stade Feijenoord, Rotterdam                     |                                                 |
| Historique des rencontres |               | (0-1) | 10e Damaschin       | Spectateurs : 30 280 Arbitrage : Jaap Uilenberg | Spectateurs : 30 280 Arbitrage : Jaap Uilenberg |

| Gardien de but |  | Hans van Breukelen |              |     |
| D              |  | Berry van Aerle    |              |     |
| D              |  | Stan Valckx        |              |     |
| D              |  | Jerry de Jong      | Carton rouge |     |
| D              |  | Jozef Chovanec     |              |     |
| M              |  | Edward Linskens    |              |     |
| M              |  | Erwin Koeman       |              |     |
| M              |  | Juul Ellerman      |              |     |
| A              |  | Wim Kieft          |              | 71e |
| A              |  | Romário            |              | 18e |
| A              |  | Peter Hoekstra     |              |     |
| Remplaçants :  |  |                    |              |     |
| A              |  | Kalusha Bwalya     | Averti       | 18e |
| M              |  | Dick Schreuder     |              | 71e |
| Entraîneur :   |  |                    |              |     |
| Bobby Robson   |  |                    |              |     |

| Gardien de but |  | Ed de Goey        |              |     |
| D              |  | Ulrich van Gobbel |              |     |
| D              |  | John Metgod       |              |     |
| D              |  | John de Wolf      | Carton rouge |     |
| D              |  | Ruud Heus         |              |     |
| M              |  | Arnold Scholten   |              |     |
| M              |  | Henk Fraser       | Averti       |     |
| M              |  | Rob Witschge      |              |     |
| A              |  | József Kiprich    |              | 79e |
| A              |  | Marian Damaschin  |              |     |
| A              |  | Regi Blinker      |              | 61e |
| Remplaçants :  |  |                   |              |     |
| D              |  | Sjaak Troost      |              | 61e |
| A              |  | Gaston Taument    |              | 79e |
| Entraîneur :   |  |                   |              |     |
| Hans Dorjee    |  |                   |              |     |